# Irina B. Novikova
Irina Borisovna Novikova (nascida em 1975) é uma física russo-americana, especializada em óptica quântica. Ela é professora de física na Faculdade de William e Mary.

## Infância e educação
Novikova nasceu em 1975 em Moscovo, filha de um físico, e obteve um diploma em física de engenharia e física do estado sólido, summa cum laude, do Instituto de Física de Engenharia de Moscovo em 1998. Ela completou o seu doutoramento em física em 2003 na Universidade A&M do Texas, com a dissertação Efeitos magneto-ópticos não lineares em vapor Rb opticamente denso, orientado por George R. Welch.

## Reconhecimento
Novikova foi nomeada OSA Fellow, na classe de 2020, "pela excelente pesquisa de fenómenos de coerência quântica em vapores atómicos e serviço contínuo à OSA e à comunidade óptica".
 